# 도미니크 피뇽

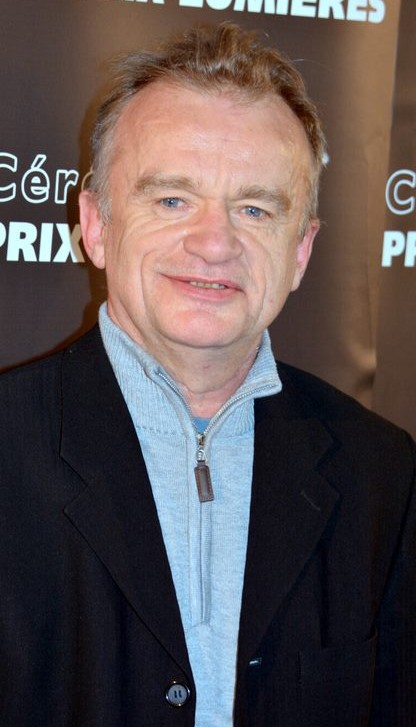

도미니크 피뇽(Dominique Pinon, 1955년 3월 4일 ~ )은 프랑스의 영화배우, 연극 배우이다.
소뮈르에서 태어났다.

## 영화
- 디바 (1981년)
- 마틴 기어의 귀향 (1982년)
- 그루프 (1982년)
- 달빛 그림자 (1983년)
- 베티 블루 (1986년)
- 실종자 (1988년)
- 영험한 애주가의 전설 (1988년)
- 프랑스 대혁명 (1989년)
- 니나의 죽음 (1988년)
- 쓸모없는 것들 (1989년)
- 델리카트슨 사람들 (1991년) - 뤼종 역
- 25 decembre 58 (1991년)
- Mémento (1992년)
- 크게 미친 (1993년)
- 잃어버린 아이들의 도시 (1995년) - 쌍둥이 역
- 대지의 토요일 (1996년)
- 에이리언 4 (1997년) - 브리스 역
- 백만장자 열대어 (1999년)
- 아름다운 것들 (2001년)
- 아멜리에 (2001년) - 조제프 역
- 못말리는 첩보원 얼마나 황당한 영화인지 (2003년)
- 대디 (2003년)
- 산 루이스 레이의 다리 (2004년)
- 헬브리더 (2004년) - 웨이스 역
- 인게이지먼트 (2004년)
- 더 배드, 더 굿, 앤 더 좀비 (2004년)
- 저스틴 (2005년)
- 딕케넥 (2006년)
- 악마가 전화할 때 (2006년)
- 역의 로망 (2007년)
- 옥스포드 살인사건 (2008년)
- 단테 01 (2008년)
- 모리스 - 라이프 위드 벨스 온 (2009년)
- 믹막: 티르라리고 사람들 (2009년) - 인간탄환 역
- 인간 (2009년)
- 언 오거니제이션 오브 드림스 (2009년)
- 왓 러브 메이 브링 (2010년)
- 뮤뮤 (2010년)
- 선생님들 (2013년)
- 스피벳: 천재 발명가의 기묘한 여행 (2013년) - 투 클라우드 역
- 마이 올드 레이디 (2014년)
- 썸웨어 뷰티풀 (2014년)
- 소울리스 2 (2015년)
- 프라이스 오브 디자이어 (2015년)
- 어 러브 유 (2015년)
- 실화: 숨겨진 비밀 (2017년) - 레이먼드 역
- 라 도르뫼즈 듀발 (2017년)
- 비브 라 크리스! (2017년)
- 마그네틱 패스웨이즈 (2018년)
- 아름다운 여행 (2019년)

### TV
- 아웃랜더 (2016년)
- 워킹 데드: 데릴 딕슨 (2023년)